# Hanna Kniazieva-Minenko
Hanna Kniazieva-Minenko (Pereiaslav-Khmelnytskyi, Ucraïna, 25 de setembre de 1989) és una atleta nascuda ucraïnesa nacionalitzada israeliana, especialista en la prova de triple salt, amb la qual ha aconseguit ser subcampiona mundial el 2015.

## Carrera esportiva
Al Mundial de Pequín 2015 va guanyar la medalla de plata en el triple salt, després de la colombiana Caterine Ibargüen i per davant de la kazakh Olga Rypakova.